# Martin Ryle
Martin Ryle (ur. 27 września 1918 w Brighton, zm. 14 października 1984 w Cambridge) – brytyjski fizyk i astronom, laureat Nagrody Nobla w dziedzinie fizyki w roku 1974 (pierwsza nagroda przyznana w uznaniu zasług w badaniach astronomicznych) za pionierskie prace w dziedzinie radioastronomii.

## Życiorys
Ukończył Bradfield College i Uniwersytet Oksfordzki (1939). W czasie II wojny światowej rozwijał techniki radarowe dla RAF. Po wojnie na Uniwersytecie w Cambridge współpracował z J.A. Ratcliffe'm i L. Bragg'iem przy badaniach promieniowania radiowego Słońca. Używając technik interferometrycznych, Martin Ryle i jego współpracownicy określali położenie radioźródeł z dokładnością, która pozwalała odnaleźć je i badać w zakresie optycznym widma. Przeprowadzone przez niego zliczenia radioźródeł o różnej jasności dostarczyły silnych argumentów przemawiających za modelem ewoluującego Wszechświat.
Od roku 1957 dyrektor, a od roku 1959 profesor radioastronomii Mullard Radio Astronomy Observatory w Cambridge. Od 1952 członek Royal Society, od 1971 członek Akademii Nauk ZSRR, od 1982 astronom królewski. Otrzymał wiele nagród i odznaczeń, m.in. w 1964 Złoty Medal Królewskiego Towarzystwa Astronomicznego i w 1974 Medal Bruce (Towarzystwa Astronomicznego Pacyfiku).
Autor tzw. metody syntezy apertury – techniki, która pozwoliła określać położenie i uzyskiwać obrazy radioźródeł z dużą kątową rozdzielczością w czasie obserwacji z użyciem radioteleskopów o małej średnicy. W 1974 został laureatem Nagrody Nobla w dziedzinie fizyki za pionierskie badania astrofizyczne, a zwłaszcza odegranie decydującej roli na drodze m.in. do odkrycia pulsarów (nagroda dzielona z Antonym Hewishem). Uważany jest za odkrywcę kwazarów i współodkrywcę pulsarów.